# Тарік Карсон
Тарік Карсон да Сілва (23 серпня 1946, Ривера — 29 вересня 2014, Аргентина) — уругвайський письменник і художник.

## Біографія
Тарік почав писати в 1965 році в Монтевідео. 1976 року він оселився в Буенос-Айресі, Аргентина. Посідав премії на літературних конкурсах у різних країнах. Журнал Brecha присудив йому першу премію на конкурсі оповідань у 1969 році за оповідання Для нашої країни.
У 1970 році він був співзасновником літературно-мистецького журналу Universo (Монтевідео, 1969), де також був співредактором і опублікував свої перші оповідання. У Буенос-Айресі він був співредактором журналу La revista de ciencia-ficción y fantasía.
Його перша книга, «Забута людина», привернула увагу критиків завдяки використанню фентезі, що робить її схожою на наукову фантастику.
Крім опублікованих романів і оповідань, він також опублікував близько сорока оповідань у журналах, газетах і антологіях у Франції, Іспанії, Сполучених Штатах, Мексиці, Уругваї та Аргентині.
Як художник, його стиль обрамлений сюрреалізмом, близьким до Жоана Міро та Іва Тангі. Він також присвятив себе золотарству.

## Творчість

### Романи
- Трохи самотності (Filofalsía, Буенос-Айрес, 1986)
- Вищий стан матерії (Буенос-Айрес, 1989)
- Переможці (Proyección, Монтевідео, 1991)
- Океани нектару (Axxón, Буенос-Айрес, 1992)

### Оповідання
- Забута людина (Géminis, Монтевідео, 1973)
- Обернене серце (Monte Sexto, Монтевідео, 1986)